# 코시 적분 공식

복소해석학에서 코시 적분 공식(-積分公式, 영어: Cauchy's integral formula)은 정칙 함수를 경곗값에 대한 경로 적분으로 나타내는 공식이다.

## 정의
유계 연결 열린집합 {\displaystyle D\subseteq \mathbb {C} }의 경계 {\displaystyle \partial D}가 유한 개의 조각마다 {\displaystyle {\mathcal {C}}^{1}} 곡선으로 이루어졌고, 양의 방향을 가지며, 연속 함수 {\displaystyle f\colon \operatorname {cl} D\to \mathbb {C} }가 {\displaystyle D}에서 정칙 함수라고 하자. 코시 적분 공식에 따르면, 임의의 {\displaystyle z_{0}\in D}에 대하여, 다음이 성립한다.:87, §3.3, 정리1
{\displaystyle f(z_{0})={\frac {1}{2\pi i}}\int _{\partial D}{\frac {f(z)}{z-z_{0}}}\mathrm {d} z}
우변의 적분을 코시 적분(-積分, 영어: Cauchy integral)이라고 부른다.

### 고계 도함수
이는 {\displaystyle f|_{\partial D}}에 코시 변환을 가하여 얻는 함수이므로, 임의의 음이 아닌 정수 {\displaystyle n} 및 {\displaystyle z_{0}\in D}에 대하여,
{\displaystyle f^{(n)}(z_{0})={\frac {n!}{2\pi i}}\int _{\partial D}{\frac {f(z)}{(z-z_{0})^{n+1}}}\mathrm {d} z}
이다.

### 코시 부등식
이에 따라, 임의의 음이 아닌 정수 {\displaystyle n} 및 {\displaystyle z_{0}\in D} 및 {\displaystyle 0<r<d(z_{0},\partial D)}에 대하여,
{\displaystyle |f^{(n)}(z_{0})|\leq {\frac {n!}{r^{n}}}\sup _{|z|=r}|f(z)|}
이다. 이를 코시 부등식이라고 한다.

## 증명
임의의 {\displaystyle 0<r<d(z_{0},\partial D)}를 취하자. 그렇다면, 항등식
{\displaystyle \int _{|z-z_{0}|=r}{\frac {\mathrm {d} z}{z-z_{0}}}=2\pi i}
{\displaystyle \int _{|z-z_{0}|=r}\mathrm {d} z=0}
과 코시 적분 정리에 의하여,
{\displaystyle {\begin{aligned}\int _{\partial D}{\frac {f(z)}{z-z_{0}}}\mathrm {d} z-2\pi if(z_{0})&=\int _{|z-z_{0}|=r}{\frac {f(z)}{z-z_{0}}}\mathrm {d} z-2\pi if(z_{0})\\&=\int _{|z-z_{0}|=r}{\frac {f(z)}{z-z_{0}}}\mathrm {d} z-\int _{|z-z_{0}|=r}{\frac {f(z_{0})}{z-z_{0}}}\mathrm {d} z-\int _{|z-z_{0}|=r}f'(z_{0})\mathrm {d} z\\&=\int _{|z-z_{0}|=r}\left({\frac {f(z)-f(z_{0})}{z-z_{0}}}-f'(z_{0})\right)\mathrm {d} z\end{aligned}}}
이며, 따라서
{\displaystyle \left|\int _{\partial D}{\frac {f(z)}{z-z_{0}}}\mathrm {d} z-2\pi if(z_{0})\right|\leq \lim _{r\to 0^{+}}\left(\max _{|z-z_{0}|=r}\left|{\frac {f(z)-f(z_{0})}{z-z_{0}}}-f'(z_{0})\right|\int _{|z-z_{0}|=r}|\mathrm {d} z|\right)=0}
이다.

## 예
적분
{\displaystyle \int _{|z|=2}{\frac {\mathrm {d} z}{z^{2}+1}}}
를 생각하자. 함수
{\displaystyle z\mapsto {\frac {1}{z^{2}+1}}}
는
{\displaystyle \{z\in \mathbb {C} \colon |z|<2,\;|z-i|,|z+i|>1/2\}}
의 폐포에서 정칙 함수이므로, 코시 적분 정리에 의하여
{\displaystyle {\begin{aligned}\int _{|z|=2}{\frac {\mathrm {d} z}{z^{2}+1}}&=\int _{|z-i|=1/2}{\frac {\mathrm {d} z}{z^{2}+1}}+\int _{|z+i|=1/2}{\frac {\mathrm {d} z}{z^{2}+1}}\\&=\int _{|z-i|=1/2}{\frac {\mathrm {d} z}{(z+i)(z-i)}}+\int _{|z+i|=1/2}{\frac {\mathrm {d} z}{(z+i)(z-i)}}\end{aligned}}}
이다. 첫째 항에서 함수
{\displaystyle z\mapsto {\frac {1}{z+i}}}
는
{\displaystyle \{z\in \mathbb {C} \colon |z-i|<1/2\}}
의 폐포에서 정칙 함수이므로, 코시 적분 공식에 의하여
{\displaystyle \int _{|z-i|=1/2}{\frac {\mathrm {d} z}{(z+i)(z-i)}}={\frac {2\pi i}{z+i}}{\bigg |}_{z=i}=\pi }
이며, 마찬가지로 둘째 항에서 함수
{\displaystyle z\mapsto {\frac {1}{z-i}}}
는
{\displaystyle \{z\in \mathbb {C} \colon |z+i|<1/2\}}
의 폐포에서 정칙 함수이므로, 코시 적분 공식에 의하여
{\displaystyle \int _{|z+i|=1/2}{\frac {\mathrm {d} z}{(z+i)(z-i)}}={\frac {2\pi i}{z-i}}{\bigg |}_{z=-i}=-\pi }
이다. 따라서,
{\displaystyle \int _{|z|=2}{\frac {\mathrm {d} z}{z^{2}+1}}=0}
이다.

## 같이 보기
- 코시-리만 방정식
- 모레라 정리
- 미타그레플레르 정리
- 그린 함수